# Vũ Trắc
Vũ Trắc (chữ Hán giản thể:武陟县, âm Hán Việt: Vũ Trắc huyện) là một huyện thuộc địa cấp thị Tiêu Tác, tỉnh Hà Nam, Cộng hòa Nhân dân Trung Hoa. Huyện Vũ Trắc có diện tích 860 km², dân số năm 2002 là 640.000 người. Mã số bưu chính của Vũ Trắc là 464950, huyện lỵ đặt ở trấn Mộc Quan. Huyện Vũ Trắc được chia thành 7 trấn và 7 hương.
- Trấn: Mộc Thành, Chiêm Điếm, Tây Dào, Long Nguyên, Ninh Quách, Đại Phong và Tạ Kỳ Doanh..
- Hương: Gia Ứng Quan, Đại Hồng Kiều, Khất 垱 Điếm, Kiều Miếu, Tam Dương, Bắc Quách và Tiểu Đổng.